# Nadzorna ploča (poslovanje)
Nadzorna ploča je vrsta grafičkog korisničkog sučelja koje pruža brz pogled na ključne pokazatelje uspješnosti (KPI) relevantne za određeni cilj ili poslovni proces. U drugom značenju, "nadzorna ploča" je naziv za "izvještaj o napretku" ili "izvještaj" i smatra se oblikom vizualizacije podataka.
"Nadzorna ploča" često je dostupna putem web preglednika i obično je povezana s izvorima podataka koji se redovito ažuriraju.
Primjer nadzorne ploče je Google Analytics, koji se koristi na 55% svih web-mjesta, pokazujući aktivnosti na web stranici kao što su posjeti, ulazne stranice, stopa napuštanja početne stranice i izvori prometa.
Pandemija COVID-19 2020. dovela je u prvi plan druge nadzorne ploče, a dobri primjeri su program za praćenje koronavirusa Johns Hopkins i program za praćenje koronavirusa vlade Ujedinjenog Kraljevstva
Naziv potječe od automobilske nadzorne ploče gdje vozači jednim pogledom prate glavne funkcije putem ploče s instrumentima.

## Prednosti
Digitalne nadzorne ploče omogućuju menadžerima praćenje doprinosa različitih odjela u njihovoj organizaciji. Osim toga, omogućuju "skupljanje" informacija kako bi se prikazao konsolidirani pogled na cijelu organizaciju. Kako bi se točno procijenilo koliko dobro organizacija djeluje u cjelini, digitalne nadzorne ploče omogućuju hvatanje i izvještavanje o specifičnim točkama podataka iz svakog odjela unutar organizacije, pružajući tako "snimku" izvedbe.
Prednosti korištenja digitalnih nadzornih ploča uključuju:
- Vizualni prikaz mjera izvedbe
- Sposobnost prepoznavanja i ispravljanja negativnih trendova
- Mjerenje efektivnosti/neefektivnosti
- Sposobnost generiranja detaljnih izvještaja koji pokazuju nove trendove
- Sposobnost donošenja informiranih odluka na temelju prikupljenih poslovnih podataka
- Usklađivanje strategija i organizacijskih ciljeva
- Štedi vrijeme u usporedbi s vođenjem više izvještaja
- Daje potpunu i trenutnu vidljivost svih sustava
- Brza identifikacija odstupanja podataka i korelacijâ
- Konsolidirano izvještavanje na jednom mjestu
- Dostupnost na mobilnim uređajima za brzi pristup metrici

## Klasifikacija
Nadzorne ploče mogu se raščlaniti prema ulozi i one su strateške, analitičke, operativne ili informativne. Nadzorne ploče su treći korak na informacijskoj ljestvici, čineći pretvorbu podataka u sve vrednije uvide.
Strateške nadzorne ploče podržavaju menadžere na bilo kojoj organizacijskoj razini te pružaju brzi pregled potreban donositeljima odluka za praćenje mogućnosti i zdravosti poslovanja. Nadzorne ploče ovog tipa usmjerene su na mjerenje izvedaba i predviđanjâ visoke razine. Strateške nadzorne ploče uglavnom koriste statične snimke podataka (dnevnih, tjednih, mjesečnih i tromjesečnih) koji se ne mijenjaju stalno iz trenutka u trenutak.
Nadzorne ploče za analitičke svrhe često uključuju više konteksta, usporedbi i povijesti uz suptilnije evaluatore izvedbe. Osim toga, analitičke nadzorne ploče obično podržavaju interakcije s podacima, kao što je udubljivanje u temeljne detalje. Nadzorne ploče za praćenje operacija često su dizajnirane drugačije od onih koje podržavaju strateško odlučivanje ili analizu podataka i često zahtijevaju praćenje aktivnosti i događaja koji se stalno mijenjaju i mogu zahtijevati pozornost i odgovor u trenutku.
Digitalne nadzorne ploče mogu biti postavljene tako da prate tokove svojstvene poslovnim procesima koje nadziru. Grafički, korisnici mogu vidjeti procese na visokoj razini, a zatim analizirati podatke niske razine. Ova razina detalja često je zakopana duboko u korporativnom poduzeću i inače nedostupna višim rukovoditeljima.
Tri glavne vrste digitalnih nadzornih ploča danas dominiraju tržištem: softverske aplikacije za stolna računala, aplikacije temeljene na web-pregledniku i desktop aplikacije poznate su i kao desktop widgeti. Posljednje ih pokreće widget engine .
I davatelji usluga za stolna računala i na pregledniku omogućuju distribuciju nadzornih ploča putem web preglednika.
Specijalizirane nadzorne ploče mogu pratiti sve korporativne funkcije. Primjeri uključuju ljudske resurse, zapošljavanje, prodaju, operacije, sigurnost, informacijsku tehnologiju, upravljanje projektima, upravljanje odnosima s klijentima, digitalni marketing i mnoge druge nadzorne ploče odjela. Za manju organizaciju kao što je startup, kompaktna kontrolna ploča za pokretanje prati važne aktivnosti u mnogim domenama, od društvenih medija do prodaje.
Projekti digitalne nadzorne ploče uključuju poslovne jedinice kao pokretača i odjel informacijske tehnologije kao pokretača. Stoga uspjeh projekata nadzorne ploče ovisi o relevantnosti/važnosti informacija koje se nalaze na nadzornoj ploči. To uključuje metriku odabranu za praćenje i pravovremenost podataka koji tvore te metrike; podaci moraju biti ažurni i točni.
Ključni pokazatelji uspješnosti, uravnotežene tablice rezultata i brojke o uspješnosti prodaje neki su od sadržaja prikladnih na poslovnim nadzornim pločama.

### Primjeri poslovnih pločâ
- Proizvodnja: na nadzornoj ploči mogu se prikazivati brojevi povezani s produktivnošću, kao što je broj proizvedenih dijelova ili otkrivene propuste u kvaliteti u jedinici vremena
- Kadrovi: nadzorna ploča može prikazivati brojeve koji se odnose na zapošljavanje, zadržavanje i sastav osoblja, na primjer, broj otvorenih pozicija, prosječan broj dana ili cijenu po zapošljavanju[4]
- Prodaja – nadzorna ploča može prikazati prodaju pojedinaca/timova/proizvoda i usporedbu s prodajnim ciljevima i prodajom iz prethodnog razdoblja
- Upravljanje odnosima s klijentima – nadzorna ploča može pokazati učestalost interakcija s klijentima i potencijalnim klijentima, te istaknuti gdje se kasni s kontaktom
- Digitalni marketing – nadzorna ploča može prikazati izvedbu web-mjesta, kao i učinkovitost kampanja e-pošte, u kombinaciji s financijskim podacima kako bi se dao točniji prikaz povrata ulaganja

## Nadzorne ploče i kartice rezultata
Nadzorne ploče i kartice rezultata povezane su, ali nisu međusobno zamjenjive. Iako oboje vizualno prikazuju kritične informacije, razlika je u formatu: kartice rezultata mogu prikazati kvalitetu operacije, dok nadzorne ploče pružaju izračunati smjer. Balansna kartica rezultata ima ono što su nazvali "propisnim" formatom. Uvijek treba sadržavati ove komponente:
- Perspektive – grupa
- Ciljevi – glagolsko-imeničke fraze izvučene iz strateškog plana
- Mjere – koje se također nazivaju metričkim ili ključnim pokazateljima učinka (KPI)
- Semaforski indikatori – crveni, žuti ili zeleni simboli koji na prvi pogled pružaju uvid u izvedbu mjere

Svaki od ovih odjeljaka osigurava da balansna kartica rezultata bude povezana s kritičnim strateškim potrebama poslovanja.
Dizajn nadzorne ploče je manje strogo definiran. Nadzorne ploče su obično niz grafika, grafikona, mjerača i drugih vizualnih pokazatelja koji se mogu pratiti i tumačiti. Čak i kada na nadzornoj ploči postoji strateška veza, ona se možda neće primijetiti kao takva jer ciljevi obično nisu prisutni na nadzornim pločama. Međutim, nadzorne ploče mogu se prilagoditi za povezivanje vlastitih grafikona s grafikonima strateških ciljeva.

## Oblikovanje
Mnogi proizvođači softvera isporučuju gotove digitalne nadzorne ploče. Neke tvrtke, međutim, razvijaju i održavaju vlastite aplikacije za nadzornu ploču. Na primjer, GE Aviation je razvio vlasnički softver/portal pod nazivom "Digital Cockpit" za praćenje trendova u poslovanju s rezervnim dijelovima za letjelice.
Dobre prakse dizajna nadzorne ploče uzimaju u obzir i rješavaju sljedeće:
- medij za koji je dizajniran (desktop, laptop, mobitel, tablet)
- korištenje vizuala u odnosu na tablični prikaz podataka
- trakasti grafikoni: za vizualizaciju jedne ili više serija podataka
- linijski grafikoni: za praćenje promjena u nekoliko ovisnih skupova podataka tokom određenog vremenskog razdoblja
- sparkline-grafolpm: za prikaz trenda u jednom skupu podataka
- kartice rezultata: za praćenje KPI-ja i trendova
- korištenje legendi kad god je na grafikonu više od jedne boje ili oblika
- prostorni raspored: najvažniji pogled postavlja se u gornji lijevi vrh (ako je pismo jezika slijeva na desno), a sljedeći prikazi slažu se u Z uzorku s najvažnijim informacijama koje slijede od vrha do dna, slijeva nadesno[8]
- koristiti palete prilagođene slijepima za boje s bojom koja se upotrebljava dosljedno i samo tamo gdje je potrebno[9]

Dobar informacijski dizajn jasno će prenijeti ključne informacije korisnicima i činiti popratne informacije lako dostupnim.

## Procjena kvalitete nadzornih ploča
Postoji nekoliko ključnih elemenata za dobru nadzornu ploču:
1. Jednostavan, lako komunicira
2. Minimalna ometanja, da ne izazivaju zabunu
3. Podržava organizirano poslovanje sa značenjem i korisnim podacima
4. Primjenjuje ljudsku vizualnu percepciju na vizualni prikaz informacija[12]
5. Pristupačan je ciljanim korisnicima[13]

Okvir koji se temelji na istraživanju za dizajn nadzorne ploče poslovne inteligencije uključuje sljedeća pitanja:

## Povijest
Ideja o digitalnim nadzornim pločama uslijedila je nakon proučavanja sustava za podršku odlučivanju 1970-ih. Rani prethodnici moderne poslovne ploče prvi put su razvijeni 1980-ih u obliku izvršnih informacijskih sustava (EISs). Zbog problema prvenstveno s osvježavanjem i rukovanjem podacima, ubrzo se shvatilo da pristup nije praktičan jer su informacije često bile nepotpune, nepouzdane i raširene u previše različitih izvora. Dakle, EIS-ovi su hibernirali do 1990-ih kada je informacijsko doba ubrzalo tempo i skladištenje podataka, a online analitička obrada (OLAP) omogućila je da nadzorne ploče funkcioniraju adekvatno.  Unatoč dostupnosti tehnologija koje omogućuju, korištenje nadzorne ploče postalo je popularno tek kasnije u tom desetljeću, s porastom ključnih pokazatelja uspješnosti (KPI) i uvođenjem Balanced Roberta S. Kaplana i Davida P. Nortona Scorecard . Krajem 1990-ih, Microsoft je promovirao koncept poznat kao digitalni živčani sustav, a "digitalne nadzorne ploče" opisane su kao jedan dio tog koncepta. Danas je korištenje nadzornih ploča važan dio upravljanja poslovnim učinkom (BPM).

## Nadzorna ploča (web administracija)
Nadzorna ploča, u administraciji web stranice, obično je indeksna stranica upravljačke ploče za sustav upravljanja sadržajem web stranice.
Primjeri uključuju popularni softver za bloganje WordPress i web stranicu za upravljanje projektima Basecamp.
Nadzorna ploča obično označava stavke koje zahtijevaju hitne radnje na vrhu stranice, a pri dnu se kreću u manje važne statistike. Nadzorna ploča je dizajn za prikaz važnih podataka na bolji način.